# وانگ ژیمینگ
وانگ ژیمینگ (انگلیسی: Wang Zhiming؛ زادهٔ ۱۵ سپتامبر ۱۹۶۴) شمشیرباز اهل چین بود. وی در بازی‌های المپیک تابستانی ۱۹۸۸ شرکت کرده‌است.